# Nicolás Strobach
Christian Nicolás Strobach Moreno (Lima, 6 de abril de 1993) es un futbolista peruano. Juega de delantero y actualmente está libre. Tiene 31 años.

## Trayectoria
Curiosamente se inició jugando ping pong en el Club de Regatas Lima con el cual ganó muchos trofeos en su corta carrera, llegando después a las divisiones menores de la Universidad San Martín. En noviembre del 2010 fue ascendido al primer equipo de la San Martín, debutando oficialmente en Primera División el 6 de diciembre en el empate de los santos 1-1 contra Alianza Lima en condición de visitante. En el 2013 fichó por el Sport Boys del Callao el cual tuvo más actuaciones con el primer equipo buscando el ascenso a la primera división

## Selección nacional
Fue convocado en una lista de 52 jugadores por la FPF para representar a Perú en el sudamericano sub-20 del año 2013.
Anotó un gol frente a la selección de Ecuador disputado en frontera con Perú.

## Clubes
| Club                   | País | Año         |
| ---------------------- | ---- | ----------- |
| Universidad San Martín | Perú | 2010 - 2012 |
| Sport Boys             | Perú | 2013        |
| León de Huánuco        | Perú | 2014        |
| Sport Boys             | Perú | 2015        |
| Inmaculada Apremasur   | Perú | 2019        |

## Palmarés

### Campeonatos nacionales
| Título                    | Club                   | País | Año  |
| ------------------------- | ---------------------- | ---- | ---- |
| Primera División del Perú | Universidad San Martín | Perú | 2010 |